# Billy Burke
Billy Burke, all'anagrafe William Albert Burke (Everett, 25 novembre 1966), è un attore statunitense.

## Biografia
Noto sia per i suoi ruoli televisivi che cinematografici, è apparso in numerose serie televisive come Star Trek: Deep Space Nine, Cinque in famiglia , Una mamma per amica, Detective Monk, Law & Order - I due volti della giustizia e Fringe. Tra i film a cui ha preso parte vi sono Nella morsa del ragno (2001), di Lee Tamahori, mentre nel 2004 ha recitato insieme a Joaquin Phoenix in Squadra 49. Negli anni seguenti ha partecipato ad alcuni episodi di 24, nel ruolo di Gary Matheson. Nel 2007 ha recitato ne Il caso Thomas Crawford, in seguito è apparso in Feast of Love e Nella rete del serial killer.
Nel 2008 interpreta Charlie Swan, padre della protagonista Bella (Kristen Stewart), in Twilight di Catherine Hardwicke. L'attore ha interpretato lo stesso ruolo anche nei sequel New Moon (2009) di Chris Weitz, Eclipse (2010) di David Slade, Breaking Dawn - Parte 1 (2011) e Breaking Dawn - Parte 2 (2012), entrambi diretti da Bill Condon. Nel 2010 ha anche pubblicato il suo primo album di musica country-blues intitolato Removed. Nel 2011 ha partecipato al film Cappuccetto rosso sangue di Catherine Hardwicke con Amanda Seyfried. Dal 2012 interpreta il ruolo di Miles Matheson, uno dei protagonisti della serie televisiva statunitense Revolution, ricoprendo la parte fino alla fine della serie nel 2014. A partire dal 2015 diventa uno dei protagonisti di Zoo fino al 2017, recitando nel ruolo di Mitch Morgan.

## Filmografia

### Cinema
- Daredreamer, regia di Barry Caillier (1990)
- To Cross the Rubicon, regia di Barry Caillier (1991)
- Mafia!, regia di Jim Abrahams (1998)
- Without Limits, regia di Robert Towne (1998)
- Dill Scallion, regia di Jordan Brady (1999)
- Komodo, regia di Michael Lantieri (1999)
- The Independent, regia di Stephen Kessler (2000)
- Final jeopardy - Una vita in pericolo (Final Jeopardy), regia di Nick Gomez (2001)
- After Image, regia di Robert Manganelli (2001)
- Nella morsa del ragno - Along Came a Spider (Along Came a Spider), regia di Lee Tamahori (2001)
- Something More, regia di Devon Gummersall - cortometraggio (2003)
- Lost Junction, regia di Peter Masterson (2003)
- Squadra 49 (Ladder 49), regia di Jay Russel (2004)
- Three Days to Vegas, regia di Charlie Picerni (2007)
- Forfeit, regia di Andrew Shea (2007)
- Il caso Thomas Crawford (Fracture), regia di Gregory Hoblit (2007)
- Feast of Love, regia di Robert Benton (2007)
- Nella rete del serial killer (Untraceable), regia di Gregory Hoblit (2008)
- The Grift, regia di Ralph E. Portillo (2008)
- Twilight, regia di Catherine Hardwicke (2008)
- The Twilight Saga: New Moon, regia di Chris Weitz (2009)
- Ticket Out, regia di Doug Lodato (2010)
- Luster, regia di Adam Mason (2010)
- The Twilight Saga: Eclipse, regia di David Slade (2010)
- David and Goliath, regia di George Zaverdas - cortometraggio (2010)
- Removal, regia di Nick Simon (2010)
- Drive Angry 3D, regia di Patrick Lussier (2010)
- Cappuccetto rosso sangue (Red Riding Hood), regia di Catherine Hardwicke (2011)
- The Twilight Saga: Breaking Dawn - Parte 1, regia di Bill Condon (2011)
- The Twilight Saga: Breaking Dawn - Parte 2, regia di Bill Condon (2012)
- Highland Park, regia di Andrew Meieran (2013)
- Angels in Stardust, regia di William Robert Carey (2014)
- Divine Access, regia di Steven Chester Prince (2015)
- Lights Out - Terrore nel buio (Lights Out), regia di David F. Sandberg (2016)
- Good After Bad, regia di Anne-Marie Hess (2017)
- Breaking In, regia di James McTeigue (2018)

### Televisione
- Star Trek: Deep Space Nine - serie TV, episodio 3x05 (1994)
- All-American Girl - serie TV, episodio 1x15 (1995)
- Vanishing Son - serie TV, episodio 2x05 (1995)
- Maledetta fortuna (Strange Luck) - serie TV, episodio 1x02 (1995)
- Cinque in famiglia (Party of Five) - serie TV, episodi 1x06-2x13 (1994-1996)
- Sospettati di omicidio (Gone in the Night), regia di Bill L. Norton - film TV (1996)
- Peccati di famiglia (The Ultimate Lie), regia di Larry Shaw - film TV (1996)
- Marshal Law, regia di Stephen Cornwell - film TV (1996)
- VR.5 - serie TV, episodio 1x12 (1997)
- Don't Look Down, regia di Larry Shaw - film TV (1998)
- Wonderland - serie TV, 5 episodi (2000)
- Una vita in pericolo (Final Jeopardy), regia di Nick Gomez - film TV (2001)
- Flashpoint, regia di Félix Enríquez Alcalá - film TV (2002)
- 24 - serie TV, 7 episodi (2002-2003)
- Una mamma per amica (Gilmore Girls) - serie TV, episodi 3x11-3x12-3x14 (2003)
- Karen Sisco - serie TV, episodio 1x02 (2003)
- Detective Monk (Monk) - serie TV, episodio 2x12 (2004)
- The Jury - serie TV, episodi 1x01-1x02 (2004)
- Backyards & Bullets, regia di Charles McDougall - film TV (2007)
- Law & Order - I due volti della giustizia (Law & Order) - serie TV, episodio 17x12 (2007)
- Fringe - serie TV, episodio 1x07 (2008)
- My Boys - serie TV, 5 episodi (2008-2009)
- The Closer - serie TV, episodi 4x13-7x16-7x21 (2009-2012)
- Rizzoli & Isles - serie TV, 4 episodi (2010)
- Revolution – serie TV, 42 episodi (2012-2014)
- Major Crimes - serie TV, 6 episodi (2015-2018)
- Zoo – serie TV, 39 episodi (2015-2017)
- Chicago P.D. - serie TV, episodio 4x06 (2016)
- FBI – serie TV (2018)
- 9-1-1: Lone Star - serie TV, 4 episodi (2020-2021)
- Most Dangerous Game - serie TV, 5 episodi (2020)
- Maid - miniserie televisiva (2021)
- Fire Country - serie TV (2022)

## Discografia
- 2010 - Removed
- 2018 - The Underkill

## Doppiatori italiani
Nelle versioni in italiano delle opere in cui ha recitato, è stato doppiato da:
- Christian Iansante in Twilight, The Twilight Saga: New Moon, The Twilight Saga: Eclipse, Drive Angry 3D, The Twilight Saga: Breaking Dawn - Parte 1, The Twilight Saga: Breaking Dawn - Parte 2, Zoo, Breaking In, 9-1-1: Lone Star, Fire country
- Francesco Prando in 24, Una mamma per amica, Revolution
- Riccardo Rossi in Lost Junction, Nella rete del serial killer
- Sandro Acerbo in Squadra 49, Maid
- Stefano Benassi in The Closer, Major Crimes
- Simone D'Andrea in Chicago P.D., Most Dangerous Game
- Alessio Cigliano in Lights Out - Terrore nel buio
- Vittorio De Angelis in Nella morsa del ragno
- Simone Mori in Sospettati di omicidio
- Massimo De Ambrosis in Fringe
- Vittorio Guerrieri in Detective Monk
- Fabio Boccanera in Il caso Thomas Crawford
- Antonio Sanna in Feast of Love
- Tony Sansone in Ticket Out
- Angelo Maggi in Cappuccetto rosso sangue
- Massimo Rinaldi in Rizzoli & Isles